# Роуч, Ли
Ли Пол Роуч (англ. Lee Paul Roche, родился 28 октября 1980 в Болтоне) — английский футболист, выступавший на позиции правого защитника и правого полузащитника. За свою карьеру выступал за клубы «Рексем», «Бернли», «Дройлсден» и «Манчестер Юнайтед». Игровую карьеру завершил в возрасте 27 лет по причине усталости от футбола.

## Клубная карьера

### Манчестер Юнайтед
Роуч был воспитанником клуба «Манчестер Юнайтед»: в клуб его пригласил скаут Гарри Макшейн, выступавший за команду в 1950-е годы. Тренерами Роуча были Нобби Стайлз и Брайан Кидд. Сезон 2000/2001 Роуч отыграл на правах аренды за клуб «Рексем», проведя там 41 матч: одноклубником Роуча был Даррен Фергюсон, сын сэра Алекса Фергюсона.
Свою дебютную игру он провёл 5 ноября 2001 года в Кубке английской лиги против «Арсенала», выйдя в стартовом составе: игра завершилась разгромным поражением «красных дьяволов» со счётом 4:0, причём в одном из эпизодов Нванкво Кану перебросил мяч через голову Роуча и затем сам же пробил по воротам, но мяч прошёл выше перекладины. Через год, 23 ноября 2002 года Роуч сыграл свою единственную игру в английской Премьер-лиге против клуба «Ньюкасл Юнайтед», когда вышел на 69-й минуте на замену вместо Лорана Блана: в том матче «дьяволы» одержали победу со счётом 5:3, хотя в какой-то момент Роуч проиграл единоборство Алану Ширеру.
18 марта 2003 года Роуч сыграл свой первый и единственный матч в еврокубках — матч плей-офф Лиги чемпионов УЕФА против испанского клуба «Депортиво Ла-Корунья». Он играл в обороне вместе с Лораном Бланом и Джоном О’Ши: ему предстояло прикрывать Альберта Луке. Роуч был заменён в перерыве на Майкла Стюарта, а его клуб проиграл со счётом 0:2: сам Роуч при этом так и не услышал от Алекса Фергюсона объяснений, почему ему пришлось уйти.

### Бернли
После неудачного опыта Роуч ушёл обратно в команду резервистов «МЮ», выразив своё желание покинуть клуб, поскольку шансов пробиться в основной состав у него не было. Фергюсон хотел отправить Роуча в клуб «Уотфорд», однако сам игрок хотел перейти в «Бернли», тренер которого Стэн Тернент был заинтересован в Роуче. В итоге в конце года Роуч покинул «Манчестер Юнайтед» бесплатно, перейдя в «Бернли». Он отличился в дебютном матче за «Бернли», забив гол в ворота «Кристал Пэлас» с расстояния в 18 м, хотя его команда проиграла со счётом 2:3. Изначально он с большим трудом адаптировался к игре команды в длинный пас, которую поддерживал Тернент, но к концу сезона 2003/2004 сумел выиграть конкуренцию у правого защитника Дина Уэста. Позже Тернент покинул команду, и его преемником стал Стив Коттерилл, который приобрёл Майкла Даффа у клуба «Челтнем Таун». Роуч стал выходить реже в составе команды: свой второй и последний гол он забил в игре 3 ноября 2004 года против «Лидс Юнайтед», которая завершилась гостевой победой «Бернли» со счётом 2:1. Всего он сыграл 54 матча за «Бернли» в лиге.

### Рексем
Летом 2005 года после завершения контракта с «Бернли» Роуч вернулся в клуб «Рексем». Свою первую игру он провёл 6 августа 2005 года против клуба «Бостон Юнайтед» (победа 2:0). Всего он сыграл 45 матчей и забил один гол. Из-за последствий травм в конце сезона 2006/2007 Роуч покинул «Рексем». Некоторое время он провёл в расположении «Антверпена», тренером которого тогда был Уоррен Джойс, однако так и не заключил контракт с клубом, поскольку человек, которого должен был заменить в клубе Роуч, остался в команде. Какое-то время он провёл в составе клуба «Дройлсден», прежде чем завершить игровую карьеру окончательно.

## Карьера в сборной
Роуч привлекался в сборные Англии до 18 и до 21 года. Свою единственную официальную игру за молодёжную сборную (игроки не старше 21 года) Роуч провёл 10 октября 2000 года, выйдя в стартовом составе сборной Англии на матч против Финляндии, проходивший в рамках отбора на чемпионат Европы 2002 года. Матч завершился со счётом 2:2.

## Завершение игровой карьеры
Фактически Роуч завершил карьеру игрока в возрасте 27 лет отчасти по причине разочарования в футболе: в дальнейшем он говорил, что не сожалеет об этом решении. По мнению Роуча, каждый игрок должен был иметь план действий в «реальном мире» на случай, если футбольная карьера не заладится. Профессиональная футбольная ассоциация помогла Роучу найти работу: он стал работать слесарем и учредил компанию по сносу полых стен, но в то же время стал тренером детской футбольной команды (дети до 11 лет) при клубе «Бери».
Ли Роуч воспитывает двоих детей. С его слов, несколько его коллег по работе в строительной сфере порой обсуждают с ним футбольные матчи, а сам он приезжает на «Олд Траффорд» от компании Opta Sports, с которой сотрудничает в качестве аналитика данных.